# Saundersiops colombiensis
Saundersiops colombiensis là một loài ruồi trong họ Tachinidae.